# 近侍
近侍即近身侍從、近身隨從，又稱侍從、跟班，是特指高级官员的貼身护卫。与僕人不同之处在于这个词一般描述的是职务，更强调其保镖性质，相對於女性的侍女。近侍，像管家和大多数专业女仆一样，如今已经变得相对少见。在上流社会中，一种相对常见的安排是让仆人们同时扮演各种角色。
在英语中，近侍被称为“valet”（或写作varlet），自1567年以来作为“私人男仆”的意思使用，尽管在英国宫廷中使用该词的历史要更悠久，变体形式“varlet”则引用自1456年《牛津英语辞典》。因为中世纪的欧洲宫廷通用语是法语，两种写法都来自法语的变体（“t”在现代法语中不发音），而古法语的“男仆”写作“vaslet”，最初意思是“乡绅，年轻人”，据推测由通俗拉丁语“vassellittus“（意为“年轻贵族、乡绅、侍从”）逐渐演变而来。
在中世纪的舊制度下，“Valet de chambre”这个头衔是为朝臣和宫廷艺术家等专业人士保留的职位，但“Valet”一词本身通常指负责照顾主人的衣物、个人物品并执行其他零工的普通仆人。在美国，该术语通常指的是男仆，并且该角色经常与管家混淆。大仲馬《三个火枪手》中，达达尼昂雇用的男仆普朗戈是該小說中的著名角色。
近侍通常會服侍主人穿衣、用餐，主人外出時也會幫主人背負行囊，有時也附有保護主人安全的責任，甚至必須精通武術、防身術等。在中国，清代高级官员的侍从护卫也称戈什哈（转写：gocika），“戈什”由总督、巡抚、将军、都统、提督、总兵等官員各自选派。薛福成《庸庵笔记·荩臣忧国》：“有合肥人，刘姓，尝在胡文忠公摩下为戈什哈。”。而皇家的“戈什哈”多翻譯為「御前」。東亞古代書生、文人的近侍又稱書僮。到了現代，協助球手撿球、提拿行囊的近侍又稱為球僮。